# Stitichezza
La stitichezza (anche chiamata stipsi o costipazione) è un disturbo della defecazione consistente nella difficoltà, obiettivamente osservabile o soggettivamente percepita, a svuotare in tutto o in parte l'intestino, espellendone le feci.
In media è anche caratterizzata dalla durezza e dalla secchezza delle feci, cosa che ne rende difficile l'espulsione. Questa condizione delle feci può essere dovuta a un eccessivo assorbimento di acqua da parte del colon e spesso, specie nella stipsi cronica, è legata a episodiche o ricorrenti coprostasi ma non ne è obbligatoriamente connessa. Il soggetto può infatti avvertire difficoltà ad evacuare a prescindere dalla lentezza del traffico fecale, tratto che invece caratterizza sempre la coprostasi.

## Classificazione e fisiopatologia
La stipsi è il risultato di un'alterazione nella propulsione del bolo fecale e/o della evacuazione dello stesso. I disturbi della progressione possono essere correlati ad una ridotta massa fecale (diete incongrue, scarso introito di fibre, alterazioni elettrolitiche), ad affezioni organiche del colon che meccanicamente impediscono il passaggio del bolo fecale, oppure ad alterazioni funzionali intestinali, quali la stipsi cronica a lento transito o l'atonia coli. I disturbi della evacuazione sono anche correlabili ad alterazioni organiche della regione ano-rettale (ragadi, fistole, emorroidi, neoplasie ano-rettali, morbo di Hirschsprung, tubercolosi intestinale) o ad alterazioni funzionali, quali la dischezia rettale o la sindrome del perineo discendente.
La malattia celiaca può presentarsi con stipsi (i primi lavori inglesi sulla malattia celiaca evidenziarono che il sintomo più frequente di questa malattia era la stipsi e non la diarrea). Nei bambini una causa frequente di stipsi è l'intolleranza alimentare.
La stipsi (sia acuta che cronica) è in media connotata da difficoltà e dolori nel transito degli escrementi ed è usualmente accompagnata da scarsi stimoli all'evacuazione.
La stitichezza dà sintomi locali, come modesti dolori locali o diffusi, che possono riacutizzarsi fino a diventare una colica, alcune volte possono portare a modificazioni dell'alvo con encopresi.
La stitichezza può influire sullo stato generale: mal di testa, cardiopalmo, insonnia, alitosi. Possono comparire difficoltà digestive e una diminuzione dell'appetito. Sono frequenti le dermatosi (orticaria, eczema, acne), causate probabilmente da autointossicazione dovuta all'assorbimento di sostanze che avrebbero dovuto essere eliminate, ma che invece permangono troppo a lungo nell'intestino.
Secondo recenti ed importanti statistiche su un campione consistente di soggetti, il 40% della popolazione mondiale soffre o ha sofferto di stipsi almeno una volta nella vita.
La stipsi può essere primitiva o secondaria. È secondaria se generata da fattori terzi, temporanei o stabili che siano, ad esempio, febbre, farmaci, invalidità psicofisica, ecc.
La stipsi acuta (quindi temporanea e facilmente regredibile) è quasi sempre secondaria.
La diagnosi di stipsi viene fatta sui pazienti che evacuano meno di tre volte a settimana. La pigrizia intestinale interessa chi ha la sensazione di non evacuare completamente o di avere difficoltà espulsive. L’intestino può cambiare in termini di lunghezza, numero di curve e spigolosità che rallentano il passaggio del cibo, determinando una velocità del transito intestinale molto variabile da persona a persona.

### Stipsi cronica
La stipsi cronica va distinta dalla semplice stipsi generica (acuta o saltuaria), in quanto a differenza da quest'ultima costituisce una condizione a tutti gli effetti clinica e perché il trattamento iniziale di questa "con modificazioni dietetiche, uso di fibre, tentativi di regolarizzare l'alvo e lo stile di vita non è sostenuto da solide evidenze cliniche ed è spesso causa di notevole frustrazione da parte dei pazienti".
Costituisce infatti una falsa convinzione "che questa condizione, anche nelle sue forme più severe, sia una variante fisiologica, più o meno mal sopportata, dello stato di salute e non una condizione clinica che, quando di grado severo, può essere incapacitante [...] Questi fatti sono valutabili attraverso le evidenze scientifiche disponibili. Le citazioni bibliografiche (Pub Med) reperibili alla voce «disturbi funzionali gastrointestinali» e pubblicate su autorevoli riviste mediche sono oltre cinquecentomila e quelle riguardanti la voce stipsi oltre diecimila".
Come conferma anche il sito dell'organizzazione per la pratica e ricerca medica Mayo Clinic (nota per essere in cima alla lista dei più accreditati standard di qualità): "Sebbene la costipazione occasionale sia molto comune, alcune persone soffrono di costipazione cronica che può interferire con la loro capacità di occuparsi dei propri affari quotidiani. La costipazione cronica può anche provocare degli sforzi eccessivi per smuovere l'intestino, ed altri segnali e sintomi. Il trattamento della costipazione cronica dipende dalla causa che la provoca".
La stipsi cronica in media è autodiagnosticata dal paziente, talvolta incontrando difficoltà perché i non specialisti possono attribuirne i sintomi ad altre patologie o sindromi: "Spesso i medici tendono a minimizzare i sintomi quando i pazienti dicono di avere una costipazione cronica [...] ed i pazienti devono essere più decisi nel descrivere i loro problemi di costipazione. I medici devono fare più domande e capire di cosa si tratta realmente".

#### Identificazione e classificazione
La stipsi cronica clinicamente è divisibile in: 
- stipsi silente
- stipsi complicata
- stipsi riferita

Inizialmente questa sarebbe stata definita dagli stessi pazienti, secondo criteri soggettivi, in termini di ridotta frequenza dell'alvo e disturbi addominali imputati ad una difficoltosa ed insufficiente evacuazione (stitichezza quantitativa).
Poi alcuni studiosi indicarono il criterio di 3 evacuazioni per settimana (il 98° percentile della frequenza dell'alvo statisticamente riportata dalla popolazione adulta) come frequenza minima per non considerarsi affetti dal disturbo.
Il punto è che evacuare ogni 2-3 giorni è potenzialmente ancora considerabile normale e il 60% di coloro che si definiscono stitici hanno un'attività apparentemente in termini di frequenza più regolare della norma (una volta al giorno), accusando i sintomi di una stitichezza fisiologica sulla base di un malessere esclusivamente soggettivo.
Oggi di fatto si procede alla diagnosi in base ai Criteri di Roma (nello specifico i Criteri di Roma III). Per esser definita cronica la stipsi 
- deve presentare almeno alcune caratteristiche (ad es. sforzo, sensazione di incompleto svuotamento, meno di 3 evacuazioni a settimana, ...) negli ultimi 3 mesi con un esordio da almeno 6 mesi
- le cosiddette "feci non formate" si presentano raramente senza lassativi
- non deve rientrare nella diagnosi di sindrome dell'intestino irritabile

##### Primitiva o secondaria
La stipsi cronica può essere primitiva o secondaria. È secondaria se generata da fattori terzi, ad es. farmaci, invalidità psicofisica, ecc. cioè può essere secondaria a numerose condizioni morbose, nosologicamente determinate, in cui il sintomo è quindi ciò che si manifesta di una patologia organica gastrointestinale o extraintestinale.
Nella maggior parte dei casi la stipsi cronica è primitiva o idiopatica, rappresenta cioè un'entità autonoma che, in assenza di lesioni organiche o biochimiche, è ricollegabile a patologia cosiddetta «funzionale» della motilità del viscere.
Nella pratica clinica si distingue nelle forme di stipsi idiopatica:
- la stipsi cronica idiopatica semplice, che risponde ai comuni trattamenti medici
- la stipsi cronica idiopatica intrattabile, che non risponde ai comuni presidi terapeutici di tipo medico ed è suscettibile di approccio chirurgico.

##### Caratteristiche e sintomi
Le dosi fecali sono scarse e spesso hanno un aspetto molto secco e duro; la defecazione non è mai completa. Come esame complementare si può usare la manometria colica delle 24 ore e clisma opaco ed eventualmente la defecografia. Può essere utile per monitorizzare nel tempo la consistenza delle feci e i miglioramenti ottenuti con la terapia l'uso della Bristol stool scale.
Il quadro clinico della stipsi cronica non è però dato solo dalla frequenza e difficoltà con cui si va al bagno ma anche da una serie di sintomi spesso associati (ad es. gonfiore e dolore addominale) e dal come tutto questo interagisce con l'esistenza e la quotidianità psicosociale della persona.

##### Terapie
La diagnosi è multifattoriale e talvolta complessa, quindi le terapie possono variare. In media tra i farmaci utilizzati c'è in via preferenziale il macrogol, in via secondaria il prucalopride. Nei casi in cui la stipsi cronica sia effetto e parte della sindrome dell'intestino irritabile, è emerso recentemente che un notevole miglioramento è dato dalle diete a basso contenuto di FODMAP.
L'irrigazione transanale del colon (TAI) è una pratica ideata per assistere l'evacuazione tramite l'introduzione di acqua nel colon attraverso l'ano.
La pratica risulta utile nei soggetti che soffrono di stipsi (particolarmente di tipo ostruttivo) o incontinenza fecale, specialmente se secondaria a malattie neurologiche.

## Cause
La stipsi specie quella cronica essendo un sintomo e una sindrome può essere causata da numerosi fattori (di cui un tot sono di matrice ambientale psicologica e persino soggettiva) tra cui anche - ma assolutamente non per forza o solo - da coprostasi (movimento troppo lento del materiale digerito attraverso il colon, che determina una eccessiva quantità di acqua assorbita dall'intestino) che a sua volta può essere dovuta a molti fattori (insufficiente assunzione di liquidi, stati di decubito prolungato, ecc.).

### Primarie

#### Funzionali[16]
- Idiopatica
- Malattia di Hirschsprung;
- Pseudo-ostruzione intestinale;
- Malattia di Chagas;
- Miopatia congenita dello sfintere anale;
- Iperglanglionosi;
- Ipogangliosi;
- Inertia coli;
- Anismo o Dissinergia pelvica;
- Sindrome del colon irritabile con stipsi prevalente

#### Ostruttive
- Stenosi (derivate da malattie infiammatorie croniche intestinali, neoplasie o disfunzioni anatomiche)
- Outlet obstruction (prolasso mucoso, sindrome del perineo discendente...)

#### Ginecologiche
- Rettocele;
- Rilassamento pelvico.

### Secondarie

#### Malattie connettivali
- Amiloidosi;
- Sclerosi sistemica.

#### Malattie batteriche
- Tubercolosi intestinale;

#### Stile di vita
- Disidratazione;
- Scarsa assunzione di fibre alimentari;
- Sedentarietà;
- Soppressione o posposizione volontaria della defecazione.

#### Farmaci
Antiacidi; Anticolinergici; Anticonvulsivanti o Antiepilettici; Antidepressivi; Antistaminici; Antiparkinsoniani; Antipsicotici; Calcio-antagonisti; Calcio supplementi; Diuretici; Terapia marziale; Lassativi per usi cronici (specie con gli stimolanti/irritanti p.e.: Antrachinonici); FANS; Oppioidi maggiori; Oppioidi minori; Antitussigeni; Codeino simili.

#### Malattie metaboliche
- Diabete mellito;
- Avvelenamento da metalli pesanti;
- Avvelenamento da mercurio;
- Ipercalcemia;
- Ipokaliemia;
- Ipotiroidismo;
- Ipomagniesemia;
- Porfiria;
- Uremia.

#### Malattie neurologiche
- Neuropatia autonomica;
- Sclerosi multipla;
- Malattia neuromuscolare
- Neuropatie paraneoplastiche;
- Malattia di Parkinson
- Sindrome di Arnold Chiari

#### Disturbi psichiatrici
- Disturbi del comportamento alimentare;
- Stress situazionale.

Freud ricollega la stipsi alla psiconevrosi: 
(Tre saggi sulla sessualità, capitolo manifestazioni sessuali masturbatorie-attività della zona anale)
Secondo Freud c'è un reciproco condizionamento fra nevrosi e stipsi. In un primo momento, il bambino apprende per caso che la stitichezza, avente altre cause non psicologiche, provoca uno stato di nevrosi e al momento della defecazione uno stato di piacere e dolore. La psiche, alla ricerca del piacere come strumento compensatorio della nevrosi, utilizzerebbe in seguito la stitichezza come stimolo della zona anale fine al mero piacere, e poi tramite questo per gestire e ridurre uno stato di nevrosi. 

## Rimedi
Nei casi di stipsi lieve e saltuaria (ed escludendo i casi in cui la stitichezza dipende da fattori patologici gravi) si indicano le seguenti misure:
- Camminare di più o realizzare un'altra attività che ponga in movimento il corpo. Normalmente aiutano 20 minuti di movimento al giorno a ritmo accelerato e per tonificare la muscolatura addominale e stimolare quella intestinale; svolgere, lontano dai pasti, un'intensa attività fisica di tipo "cardio" è sicuramente un valido aiuto contro la stitichezza.
- In determinati casi maggior quantità di fibre alimentari: legumi, verdura cotta e soprattutto cruda, cereali, e in generale tutti gli alimenti ricchi di fibre vegetali: psillio, crusca.
- Assumere maggior quantità di liquidi: acqua (a digiuno), brodo, latte, succo di frutta.
- Evitare invece di assumere fibre nei casi in cui la stipsi sia dovuta a patologie funzionali come morbo di Hirschsprung, a problemi motori come la pseudo ostruzione intestinale oppure a problemi anatomici come le stenosi.[17]

### Lassativi
Se vengono prescritti lassativi come lattulosio, mannitolo, latte di magnesia, macrogol oppure glicole polietilenico, che sono generalmente raccomandati come agenti primari a causa del loro basso costo e soprattutto della loro relativa sicurezza. Solo quando questi non avessero effetto si fa ricorso a stimolanti. In casi di costipazione cronica, il glicole polietilenico sembra essere più efficace rispetto al lattulosio. Farmaci procinetici potrebbero anche essere usati per migliorare la mobilità gastrointestinale. Molti nuovi principi attivi hanno mostrato buoni risultati nella costipazione cronica; uno di questi è il prucalopride e il lubiprostone. La cisapride è anche disponibile nei paesi del terzo mondo, ma ne è stata vietata nella maggior parte del mondo occidentale. È stata dimostrata la sua efficacia nel trattamento della costipazione, ma potrebbe causare aritmia cardiaca e morte.
In passato era utilizzato anche in Italia l'olio di ricino. Esso risulta molto efficace nel trattamento della stipsi in quanto è uno dei pochi farmaci in commercio nel mondo in grado di modificare la consistenza delle feci, ma, come quasi tutti i lassativi, può provocare assuefazione e, soprattutto se assunto in dosi eccessive, può provocare vomito, coliche renali e altri disturbi. in Italia l'olio di ricino risulta non consigliato, forse vietato o non facilmente reperibile a causa degli effetti collaterali di cui sopra e degli elevati standard di sicurezza garantiti dallo stato italiano. Esso è, però, utilizzato in molti altri paesi come ad esempio gli Stati Uniti, dove la FDA (Food and Drug Administration) lo ha classificato come "generalmente riconosciuto come sicuro ed efficace" ((EN)  generally recongized as safe and effective, GRASE), e anche in altri paesi come la Cina e la Thailandia è ampiamente utilizzato senza necessità di prescrizione medica.